# Colastes ivani
Colastes ivani är en stekelart som beskrevs av Sergey A. Belokobylskij 1986. Colastes ivani ingår i släktet Colastes och familjen bracksteklar. Inga underarter finns listade i Catalogue of Life.